# Теорія контрактів
Теорія контрактів (Contract theory) — розділ теорії управління в соціально-економічних системах, що вивчає механізми стимулювання в активних системах, які функціонують в умовах зовнішньої імовірнісної невизначеності та зумовленого цим ризику.
Теорія контрактів розглядається як частина інституціональної економіки. 
Теорія контрактів розглядає визначення параметрів контракту економічними агентами за умов (як правило) асиметричної інформації.
Аналіз контрактів передбачає знання надконституційних норм, традицій, звичаїв певного соціуму й правил ділового етикету, прийнятих в різних країнах або серед членів професійних співтовариств. Сторони, що вступають у подібні контрактні відносини, можуть лише мати на увазі, що були взяті певні зобов'язання, ґрунтуючись на уявленнях про існуючі в даному соціумі норми. Вони можуть як відображати відносини офіційної (білої), так і бути підґрунтям тіньової (сірої) економіки. Ця обставина обумовлює обмежену можливість застосування імпліцитних (неформальних) контрактів, а також складність їх аналізу.
Однією з передумов розгляду теорії контракту є агентська проблема (проблема "Принципал-агент").

## Види контрактів у сучасній економічній теорії

### Класичний контракт
Класичний контракт (Classical contract) - контракт, у якому чітко і детально визначені усі умови взаємодії сторін, випливає з контракту про продаж. Його ознаками є:
- всеохоплювальний характер, що передбачає можливість документально відобразити всі обставини, які виникають, і шляхи їх подолання;
- особисті властивості учасників такого взаємопогодженого обміну не впливають на його умови (керуються юридичними нормами і формалізованими умовами договору);
- трансакційна самоліквідація (якщо один із контрагентів порушив умови договору, відносини з ним одразу припиняються)[3].

Класичний контракт був переважаючим типом контракту впродовж XIX сторіччя. Серйозний урок щодо вибору типу контракту дала Велика Депресія. Наприклад, до Великої Депресії багато угоди про оренду укладалися на тривалий термін, аж до 20 років, і в них встановлювалася фіксована місячна орендна плата. Якщо така угода полягало в 1926 р, то до 1932 сума орендної плати не відповідала існуючому рівню цін, оскільки ціни під час Великої Депресії впали. Виникла велика кількість судових справ, величезне число орендарів розорилося. Згодом угоди про оренду стали включати досить гнучкі умови, які могли б пом'якшити руйнівний вплив зміни цін.

### Неокласичиний контракт
Неокласичний контракт (Neoclassical contract) - це довгостроковий контракт в умовах невизначеності, який швидше нагадує договір про принципи співробітництва. У неокласичному контракті сторони не є безликими, особисті відносини відіграють важливу роль, сторони перебувають у взаємодії один з одним. Безперервність угоди в цих договорах буде джерелом додаткової цінності.
Особливості неокласичного контракту:
- довготривалість в умовах невизначеності, оскільки не всі майбутні події можна передбачити;
- довіра сторін до механізму врегулювання спорів (залучення третейської сторони, рішення якої зобов'язуються виконувати у випадку не обговорених в угоді подій);
- контракту неспецифічні або недостатньо специфічні активи є його об'єктом;
- пріоритет формальних правил.[3]

Прикладом неокласичного контракту може служити трудова угода. Якби трудова угода будувалося на контракті класичного типу, тоді роботодавцю довелося б постійно вести переговори і укладати контракти у міру зміни умов. Однак суть контракту про наймання полягає в тому, що роботодавець платить за діяльність працівника в певній сфері, може бути, навіть неявно обумовленої. А працівник може звільнитися, коли захоче. У трудовій угоді неможливо визначити заздалегідь в момент укладення контракту, що конкретно робитиме працівник, можна тільки визначити рамки його діяльності.
Внаслідок неповноти контракту суперечки при неокласичному контракті виникають частіше, ніж при класичному контракті, і їх складніше вирішувати. Проте сторони неокласичного контракту можуть передбачити в контракті цю можливість виникнення спорів. Так, в США звичайним умовою колективних договорів між компанією-роботодавцем і профспілкою, що представляє інтереси працівників компанії, є умова "ніяких страйків". Паралельно йому часто приймається умова "ніяких локаутів". Цим умовам супроводжують передбачені в договорі процедури висловлення невдоволення і врегулювання трудових конфліктів за допомогою третейського суду.
Спосіб організації операції при неокласичному контракті - це гібридна (змішана) форма. Поняття "гібридна форма" запропонував Олівер Вільямсон (Oliver Williamson) у 1991 р.  Цей термін дуже добре відбиває особливість цього способу організації операції тому, що поєднує в собі як елементи ринку, так і адміністративного управління (фірми). Сторони угоди залишаються юридично незалежними, зберігають права власності на свої активи і приймають основні економічні рішення самостійно. Однак вони певним чином координують свою діяльність на основі формальних угод, обмінюються інформацією, узгодять в певних межах ціни, кількісні та якісні характеристики поставки, передбачають можливості контролю і покарання боку, порушує домовленості.

### Імпліцитний контракт
Імпліцитний контракт (відносницький, не оговорений до кінця) (Relational contract) - контракт виключає чітке визначення умов взаємодії, сторони розраховують на їх специфікацію у процесі реалізації угоди, звідки, власне, і походить назва цього терміна. Такий контракт випливає з контракту про наймання, для нього властиво:
- брак чіткого визначення умов взаємодії, учасники розраховують на його специфікацію під час реалізації угоди;
- взаємовигідна зацікавленість у продовженні відносин — його вирішальний чинник (у разі їх припинення жодна зі сторін не зможе знайти еквівалентної заміни на ринку);
- вирішальне значення набувають особистості учасників;
- пріоритет неформальних правил над формальними[3].

## Зв'язок основних видів контракту з контрактами продажу і наймання
Зв'язок зазначених вище основних типів контракту з контрактами продажу і найму подано на рис.